# Basílica del Santísimo Sacramento (São Paulo)
La Basílica del Santísimo Sacramento también llamada Iglesia de Nuestra Señora de la Concepción y de Santa Ifigenia (en portugués: Basílica do Santíssimo Sacramento; Igreja de Nossa Senhora da Conceição e de Santa Ifigênia) es un templo católico situado en la esquina de la Avenida Casper Libero y la rúa Santa Ifigenia, en el barrio del mismo nombre en la ciudad de Sao Paulo, Brasil. El viaducto de Santa Ifigenia termina en frente de la iglesia.
Situado cerca del Valle de Anhangabaú, la actual Iglesia de Santa Ifigenia se construyó en el sitio de una de las capillas más antiguas de la ciudad, la Capilla de Nuestra Señora de la Concepción, construida antes de 1720. Esta primera capilla fue reformada a partir de 1794, y por disposición del príncipe regente Don João VI, en 1809 surgió la parroquia de Nuestra Señora de la Concepción y Santa Ifigenia.
Entre 1930 y 1954, debido a la construcción de la catedral de San Pablo, la iglesia de Santa Ifigenia sirvió como catedral de la ciudad. El 18 de abril de 1958, fue elevada al rango de basílica, con el nombre de Basílica del Santísimo Sacramento, por el Papa Pío XII. Fue protegida por el Consejo municipal de Preservación Histórica, Cultural y Ambiental de la Ciudad de Sao Paulo (CONPRESP) en 1992.